# Steven M. Rales
Steven M. Rales est un homme d'affaires, le président de Danaher, et un producteur de cinéma américain, né le 31 mars 1951.

## Biographie
Steven Rales fait des études à l'université DePauw, puis à l'American University.
Avec son frère Mitchell, ils rachètent plusieurs sociétés à partir de 1981, l'une d'entre elles (REIT) leur servira d'ailleurs pour échapper au fisc du fait de sa mauvaise santé financière et survivre ainsi à la crise des années 1980 et 1990. Renommée Danaher, elle est désormais le conglomérat où ils siègent tous deux au conseil d'administration.
En 2006, Steven Rales crée la société de production Indian Paintbrush.

## Filmographie
- 2007 : À bord du Darjeeling Limited de Wes Anderson
- 2009 : Fantastic Mr. Fox de Wes Anderson
- 2011 : Young Adult de Jason Reitman
- 2011 : Jeff, Who Lives at Home de Jay Duplass et Mark Duplass
- 2011 : À la folie de Drake Doremus
- 2012 : Jusqu'à ce que la fin du monde nous sépare de Lorene Scafaria
- 2012 : Moonrise Kingdom de Wes Anderson
- 2013 : Last Days of Summer de Jason Reitman
- 2013 : Trance de Danny Boyle
- 2013 : Stoker de Park Chan-wook
- 2013 : Défendu (Breathe In) de Drake Doremus
- 2014 : The Grand Budapest Hotel de Wes Anderson
- 2015 : This Is Not a Love Story de Alfonso Gomez-Rejon
- 2017 : November Criminals de Sacha Gervasi
- 2018 : L'Île aux chiens (Isle of Dogs) de Wes Anderson
- 2021 : The French Dispatch de Wes Anderson
- 2023 : Asteroid City de Wes Anderson
- 2024 : Mon futur moi (My Old Ass) de Megan Park